# RTCN Miłki
Das RTCN Miłki (Radiowo-Telewizyjne Centrum Nadawcze) besteht aus einem 327 Meter hohen abgespannten Sendemast bei Miłki (deutsch Milken) in der Nähe von Giżycko (deutsch Lötzen) in der Woiwodschaft Ermland-Masuren in Polen.
Der Mast wurde 1998 auf einem Hügel in der Nähe des Jezioro Wojnowo (deutsch Hessen-See) errichtet. Er ist der neunthöchste Mast in Polen sowie der zweithöchste Mast in der Woiwodschaft Ermland-Masuren. Er wird für Digitales Fernsehen MPEG-4 und UKW-Rundfunk verwendet.

## Programme

### Digitales Fernsehen MPEG-4
| Multiplex-Nummer | Programme in Multiplex                                                                                 | Frequenz  | Kanal | Sendeleistung | Polarisation | Antennendiagramm | Modulation |
| ---------------- | --- | --------- | ----- | ------------- | ------------ | ---------------- | ---------- |
| MUX 1            | - TVP1 - Stopklatka TV - TVP ABC - TV Trwam - Eska TV - TTV - Polo TV - ATM Rozrywka                   | 650 MHz   | 43    | 100 kW        | Horizontal   | ND               | 64 QAM     |
| MUX 2            | - Polsat - TVN - TV4 - TV Puls - TVN 7 - Puls 2 - TV6 - Super Polsat                                   | 690 MHz   | 48    | 100 kW        | Horizontal   | ND               | 64 QAM     |
| MUX 3            | - TVP1 HD - TVP2 HD - TVP Olsztyn - TVP Kultura - TVP Historia - TVP Polonia - TVP Rozrywka - TVP Info | 706 MHz   | 50    | 90 kW         | Horizontal   | ND               | 64 QAM     |
| MUX 8            | - TVP Rozrywka - TVP Sport HD - Metro TV - Zoom TV - Nowa TV - WP                                      | 191,5 MHz | 7     | 2 kW          | Horizontal   |                  |            |

### UKW-Rundfunk

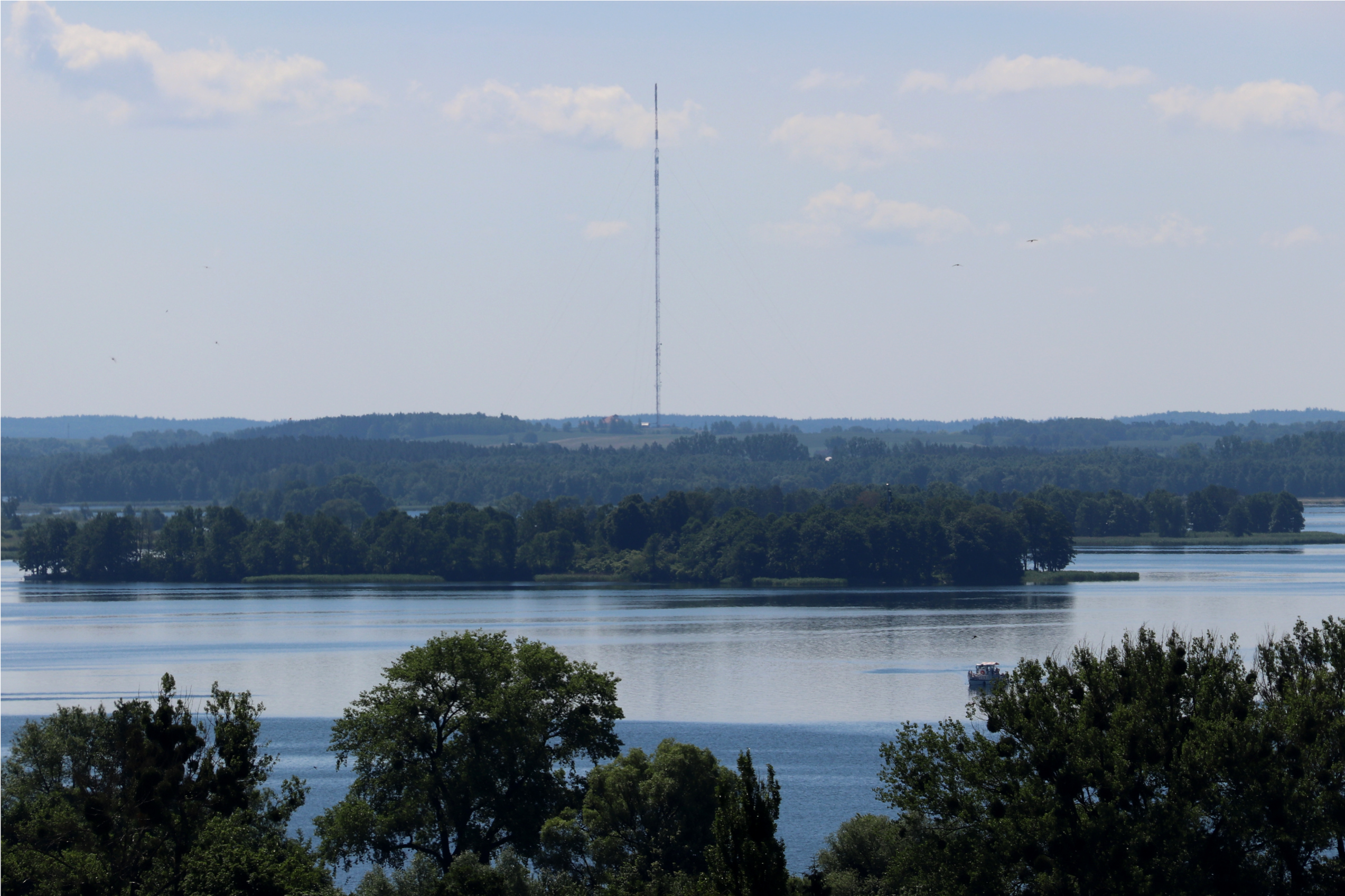
Sendemast RTCN Miłki, vom Wasserturm in Giżycko (Lötzen) über den Niegocin (Löwentinsee) aus gesehen

| Programm              | Frequenz   | Sendeleistung | Polarisation | Antennendiagramm |
| --------------------- | ---------- | ------------- | ------------ | ---------------- |
| Polskie Radio 1       | 97,10 MHz  | 6 kW          | Vertikal     | ND               |
| Polskie Radio 2       | 92,60 MHz  | 10 kW         | Vertikal     | ND               |
| Polskie Radio 3       | 94,40 MHz  | 10 kW         | Vertikal     | ND               |
| Polskie Radio Olsztyn | 99,60 MHz  | 10 kW         | Vertikal     | ND               |
| RMF FM                | 102,00 MHz | 10 kW         | Vertikal     | ND               |
| Radio ZET             | 104,00 MHz | 10 kW         | Vertikal     | ND               |

### Ehemalige analoge Programme
Die folgenden analogen Fernsehprogramme wurden am 23. Juli 2013 abgeschaltet:
| Nr. | Programm | Betreiber             | Frequenz   | Kanalnummer | Sendeleistung |
| --- | -------- | --------------------- | ---------- | ----------- | ------------- |
| 1   | TVP1     | Telewizja Polska S.A. | 495,25 MHz | 24          | 400 kW        |
| 2   | TVP2     | Telewizja Polska S.A. | 607,25 MHz | 38          | 400 kW        |
| 3   | Polsat   | Telewizja Polsat S.A. | 647,25 MHz | 43          | 200 kW        |